# Honey Lee Cottrell
Honey Lee Cottrell (Astoria, 16 de enero de 1946 – 21 de septiembre de 2015) fue una fotógrafa y cineasta estadounidense que vivió la mayoría de su vida en San Francisco, California. Sus trabajos son parte del proyecto Human Sexuality Collection de la Cornell University Library.

## Trayectoria
Cottrell fue criada en Míchigan y se mudó a San Francisco en 1968. Aprendió fotografía durante sus veinte y treinta años, y asistió a la Universidad Estatal de San Francisco, donde consiguió un Bachellor of Arts en estudios de cine. Financió su primer trabajo artístico sirviendo como camarera en cruceros y obtuvo un certificado como marinero mercante.
Comenzó a exhibir su obra a mediados de la década de 1970 en San Francisco y se hizo muy conocida por sus fotografías de mujeres. Colaboró con otras fotógrafas lesbianas, incluida Tee Corinne. En la película documental de 1976 We Are Ourselves, Cottrell y Corinne describen su relación con la cineasta Ann Hershey.
Cottrell colaboró con Joani Blank en el libro de 1978 I Am My Lover, publicado por Blank's Down There Press. Blank editó el libro, combinando las fotografías de Cottrell de mujeres individuales, con las reflexiones escritas de estas mujeres sobre la masturbación y sobre cómo aprender a darse placer a sí mismas. La primera película de Cottrell, Sweet Dreams (1979) incluyó a la escritora Pat Califia y fue producida por el National Sex Forum. Este documental es descrito por los críticos como parte de una tradición de la "manifestación del arte autobiográfico feminista de la masturbación". La película también se describe como innovadora en su combinación de feminismo cultural de segunda ola y el erotismo lésbico.
Durante las décadas de 1980 y 1990, Cottrell trabajó como fotógrafa colaboradora para On Our Backs, una revista de sexo lésbico editada por Susie Bright. Su trabajo influyó en las representaciones del sexo lésbico y del retrato lésbico feminista. Junto a Corinne y, más tarde, Bright así como otras amantes y colaboradoras artísticas, Cottrell posicionó estratégicamente la fotografía sexualmente explícita como parte de la cultura lésbica y como educación sexual populista. Sus imágenes sadomasoquistas lésbicas en particular, en obras como el libro de SAMOIS Coming to Power, fueron consideradas polémicamente pornográficas por las críticas feministas. Trabajó para Fatale Media como consultora, una compañía cinematográfica conocida por introducir la primera película porno lésbica en el Frameline Film Festival en 1985.
Cottrell fue cofundadora de la San Francisco Lesbian and Gay History Project, trabajando con muchos otros artistas, escritores, historiadores y críticos culturales.

## Obra
- 1979 – Sweet Dreams. Directora y cámara.